# Thomas Weld
Thomas Weld (ur. 22 stycznia 1773 w Londynie, zm. 10 kwietnia 1837 w Rzymie) – brytyjski duchowny rzymskokatolicki, kardynał.

## Życiorys
Święcenia kapłańskie przyjął w Paryżu 3 kwietnia 1821 z rąk arcybiskupa metropolity Paryża Hyacinthe-Louis de Quélen. 23 maja 1826 mianowany biskupem koadiutorem diecezji Kingston w Kanadzie i biskupem tytularnym Amyclae. Sakrę biskupią otrzymał 8 sierpnia 1826 z rąk biskupa William Poynter. Nie objął diecezji i zrezygnował 13 marca 1830. Kreowany kardynałem na konsystorzu 15 marca 1830 z tytułem prezbitera San Marcello.